# 利物浦平原

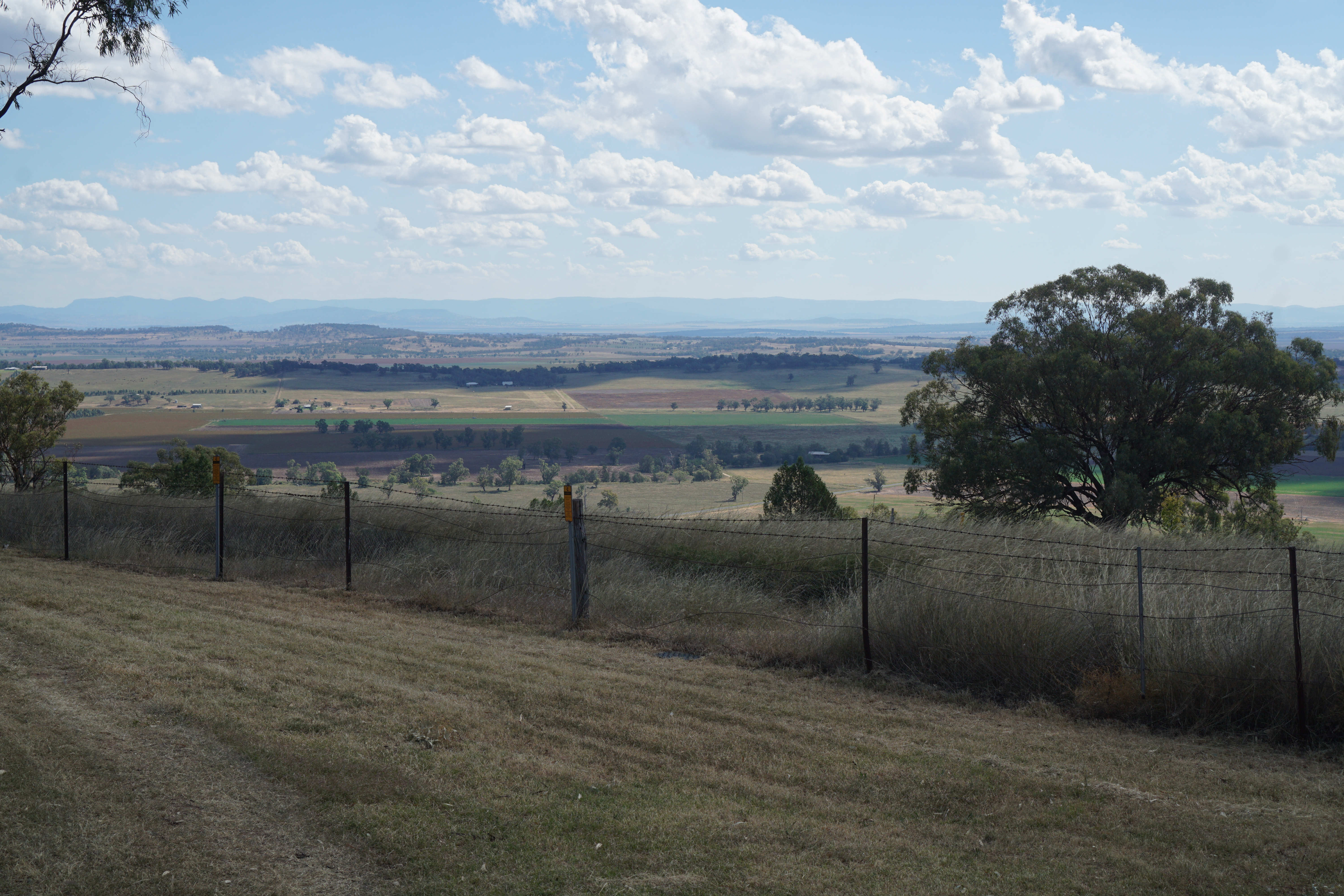
遠眺利物浦平原

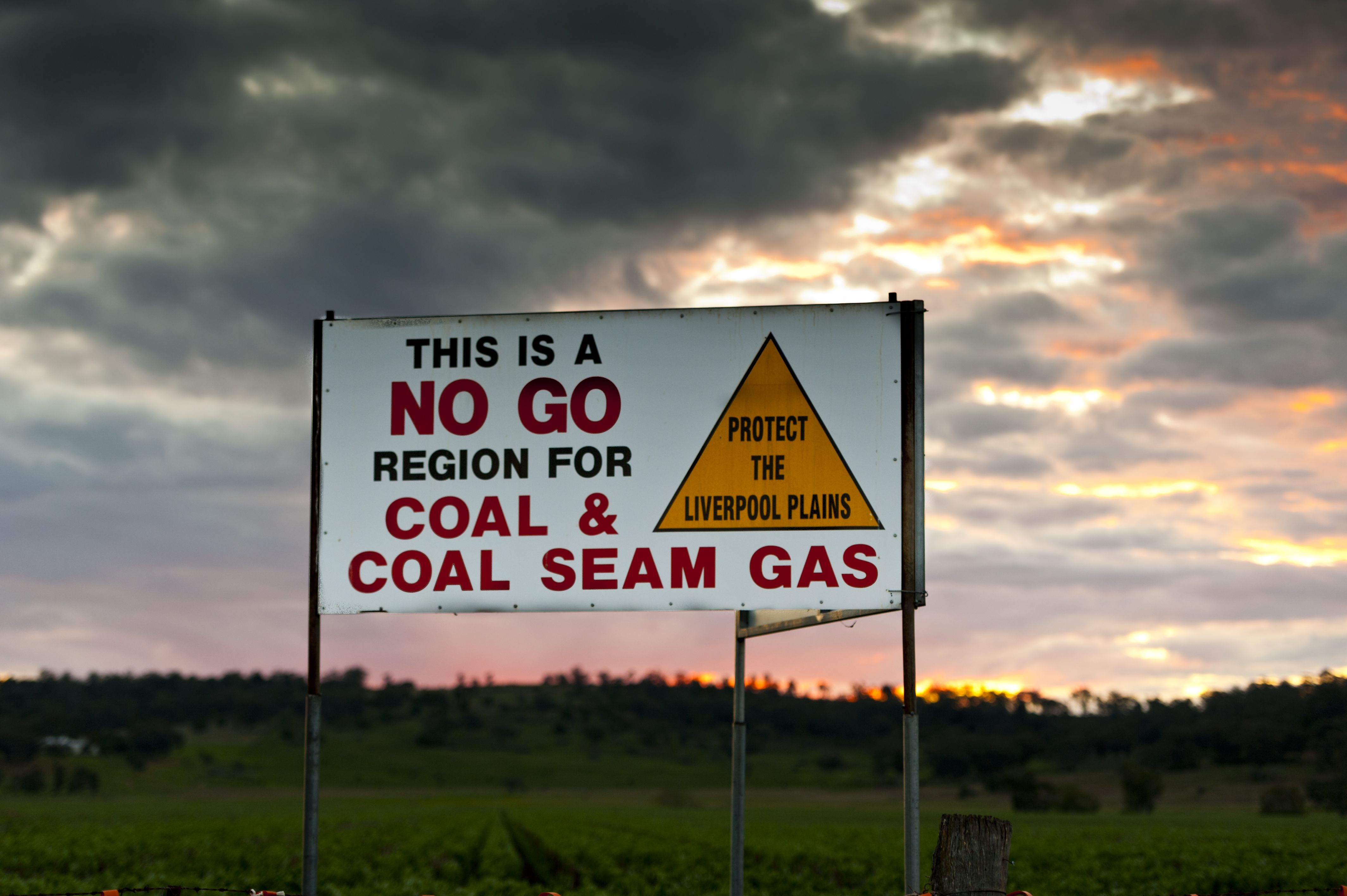
反對開採石油及煤的標誌

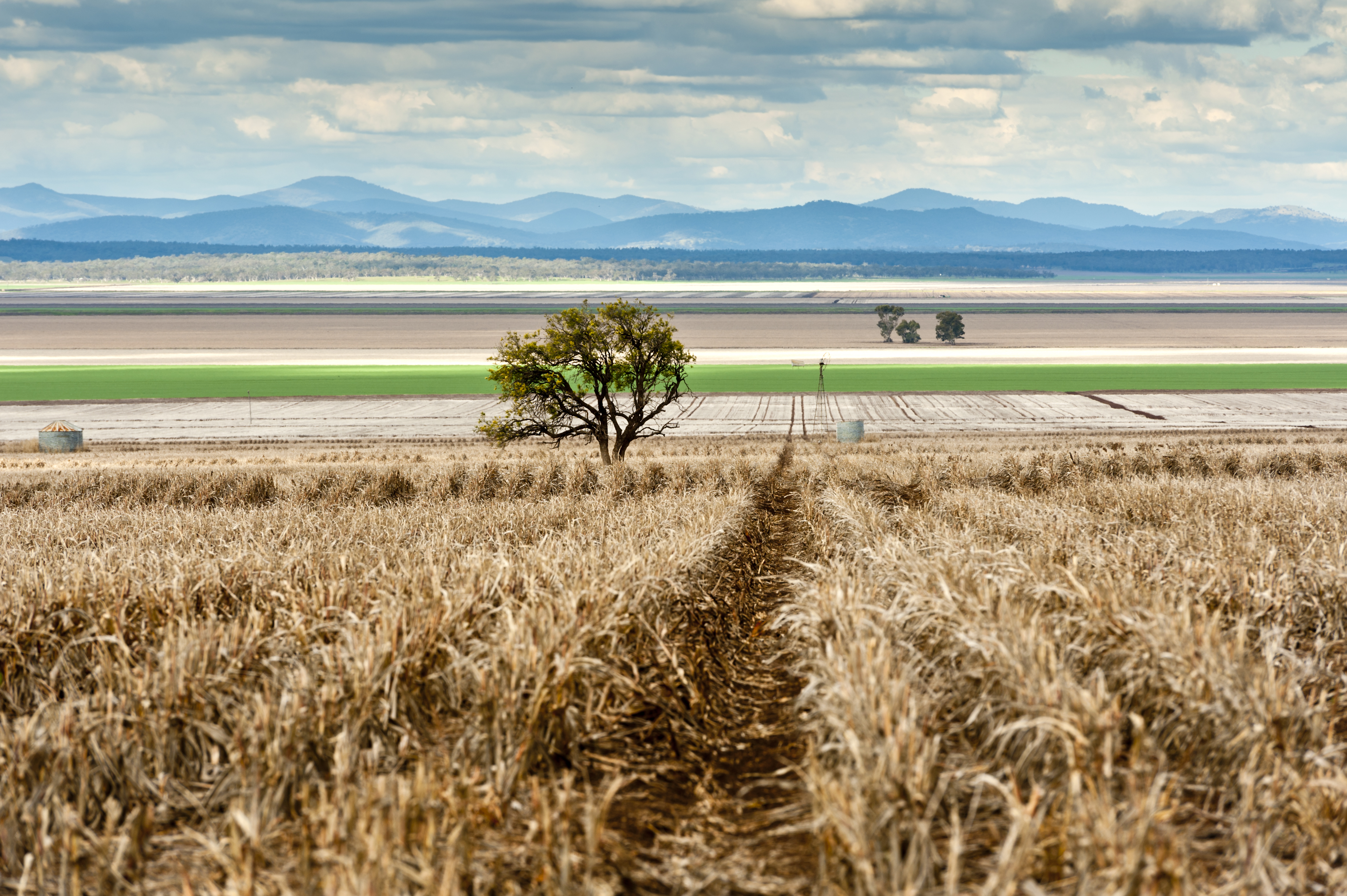
利物浦平原的乾草田園

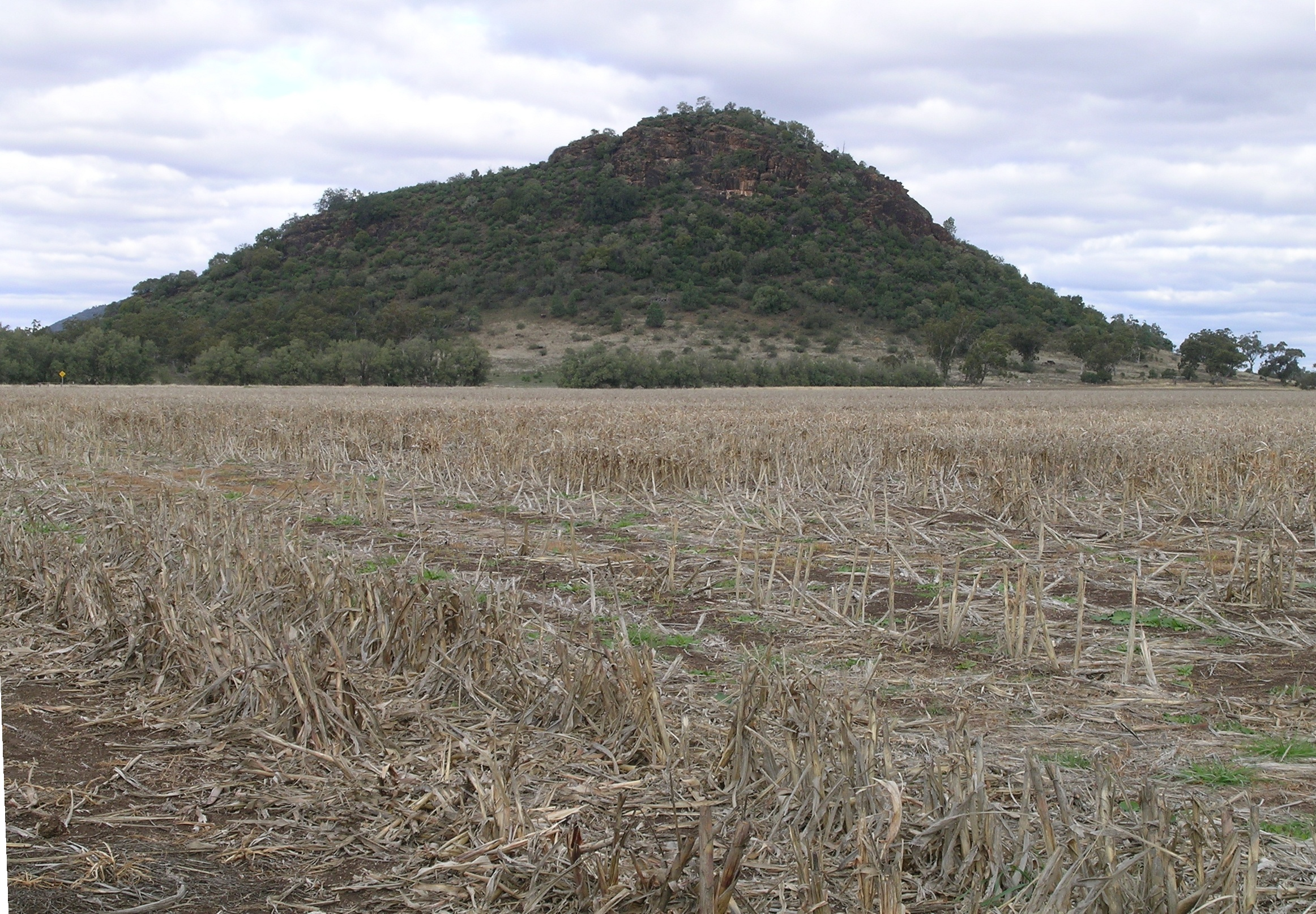
位於馬拉利的山丘

30°23′05″S 149°20′43″E / 30.38472°S 149.34528°E
利物浦平原（英語：Liverpool Plains）是位在澳大利亞新南威爾士州西北部的平原，主要為農業區，面積達到120萬公頃。
此平原主要是農業用地，東至大分水嶺，南至利物浦山脈，西至沃倫邦格爾山脈。平原的水沿著皮爾河、莫基河及納莫伊河流出。平原有多個窪地，大雨過後會形成湖泊。平原也有陡峭的山丘。
利物浦平原内有數個城鎮，包括岡尼達、納拉布賴、岡尼達、威利斯溪及塔姆沃思。村落則有布雷沙、卡羅爾、馬拉利和柳樹村等。
利物浦平原的大部分地方由利物浦平原郡議會管轄，小部分城鎮組成地方政府區域。

## 歷史
最初，利物浦平原的人口主要由原住民組成。约翰·奥克斯利是第一名踏足此地的歐洲人，他在1918年探索麥覺理河時發現這地。後來，這平原以英國首相利物浦伯爵命名。威廉·納以蘭其後發現跨越平原的山口納以蘭山峽，他形容該山峽是平原的出入口。到1830年代，亨利·丹加以澳大利亞農業公司的名義主張擁有該地。
1860年代，弗雷德里克·瓦爾德及兩名同黨在利物浦平原行劫，搶劫旅館和運郵馬車。

## 氣候及農業
利物浦平原在澳大利亞東南部是典型的溫帶森林，平原海拔約是270米，平均每年降雨量620毫米，主要在10月至3月期間降雨。河流從東南部的利物浦山脈開始，連接東北部的納莫伊河。平原的泥土肥沃，顔色呈黑，儲有大量水分。泥土適合種植冬季農作物，但在該地耕種有機會出現土壤侵蝕。
平原上的農村在1820年代末出現，其後成爲新南威爾士州重要的農耕區域，土地大部分用作種植及放牧之用。平原出產的農作物包括大麥、鷹嘴豆、蠶豆、高粱、向日葵、大豆、玉米、小麥和棉花；放牧的動物則包括肉用牛及綿羊。愈多肥沃的沖積土被清除，愈大面積的殘餘植被便會留在砂質土壤中。
新南威爾士州及澳大利亞政府通過由神華集團進行的採煤活動，並規劃出771公頃的土地以供採煤。

### 腳註
1. ↑   V. Sydney: Halstead Press （英语）.
2. ↑  Victor Crittenden.  6. Australian Dictionary of Biography （英语）.
3. 1 2 3  Cameron & Green 1991，第32頁
4. ↑  Milman, Oliver. . Guardian Australia.   [2015年7月9日]. （原始内容存档于2020年11月8日） （英语）.